# Cotswold District
Cotswold District är ett distrikt (motsvarande kommun) i grevskapet Gloucestershire i England, Storbritannien. Distriktet har 91 311 invånare (2022).
Administrativ huvudort och enda större ort är Cirencester i den södra delen av distriktet. Distriktet är indelat i 116 civil parishes. 